# Carlos María de Heredia
Carlos María de Heredia (1872-1951) foi um mágico mexicano e padre jesuíta. Heredia nasceu na Cidade do México e passou sua vida investigando e expondo os truques do espiritismo.
Ele foi professor no Colégio da Santa Cruz de Nova York. No Clube Católico de Nova York, em 1920, ele realizou uma apresentação para quinhentas pessoas em que mostrou ao público como eram feitos truques mediúnicos como a levitação de objetos e como as pessoas são facilmente enganadas na sala da sessão.
Heredia revelou como fazer o falso ectoplasma de uma "mão espíritual" usando uma luva de borracha, parafina e um jarro de água fria. Seu trabalho em desmascarar os truques de médiuns fraudulentos foi elogiado pelo cético Daniel Loxton.

## Publicações
- Spiritism and Common Sense (1922) (em inglês)
- As fraudes espíritas e os fenômenos metapsíquicos (1958) (em português)